# Châtel-Saint-Denis
Châtel-Saint-Denis (toponimo francese; in antico tedesco Kastels Sankt Dionys - Tsathi-Chin-Dèni ou Tsathi in patois friburghese) è un comune svizzero di 7 449 abitanti del Canton Friburgo, nel distretto della Veveyse del quale è il capoluogo; ha lo status di città.

## Storia
È molto probabile che Châtel-St-Denis fosse già abitato avanti Cristo dalla popolazione celtica degli Elvezi. I Romani dopo averli conquistati, costruirono le vie di comunicazione e svilupparono il commercio della regione. Poi, i Germani invasero la regione e, dopo la morte di Carlo Magno, la divisero in più territori tra i nobili del luogo.
Châtel-St-Denis venne quindi attribuito alla Signoria di Fruence. I signori scelsero il luogo oggi chiamato "Vieux Châtel", situato nei pressi del fiume Veveyse, su un promontorio che domina l'ingresso della regione, per costruirvi il loro castello, che occupò così una posizione strategica.
A quel tempo, la famiglia dei signori di Fruence era ricca e potente, ma dal 1220 varie spedizioni belliche e le crociate impoverirono questa famiglia e segnarono l'inizio del suo declino. Rovinata finalmente, dovette sbarazzarsi di tutti i suoi beni a beneficio del conte Pierre di Savoia e infine a vendere la signoria all'ufficiale giudiziario di Chablais che agiva in nome di Amedeo V di Savoia.
Il 18 aprile 1297 il conte Amedeo V di Savoia ratificò questo acquisto e manifestò subito l'intenzione di fondare una nuova città. Abbandonata la ripida posizione dove sorgeva il vecchio castello, ne costruì uno nuovo e prese tutte le misure necessarie per incoraggiare la popolazione a stabilirsi nel nuovo borgo.
Nel 1513 il castello e la Signoria furono venduti allo Stato di Friburgo (da non confondere con l'odierno Stato di Friburgo situato in Germania). Dopo la conquista del cantone di Vaud nel 1536, la sovranità di Châtel-St-Denis tornò definitivamente allo Stato di Friburgo.
Dal suo territorio nel 1806 fu scorporata la località di Remaufens, divenuta comune autonomo.

## Stemma
Il blasone dello stemma comunale rappresenta un'aquila su sfondo giallo.

## Monumenti e luoghi d'interesse

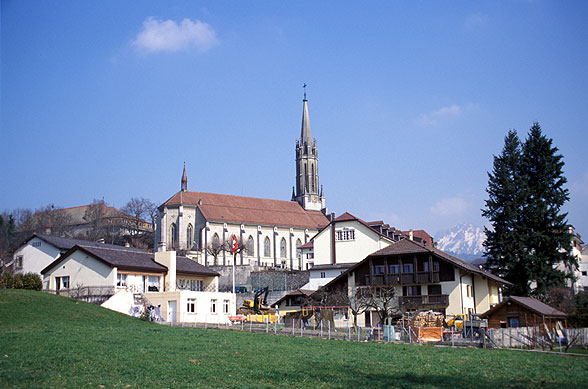
La chiesa cattolica di San Dionigi

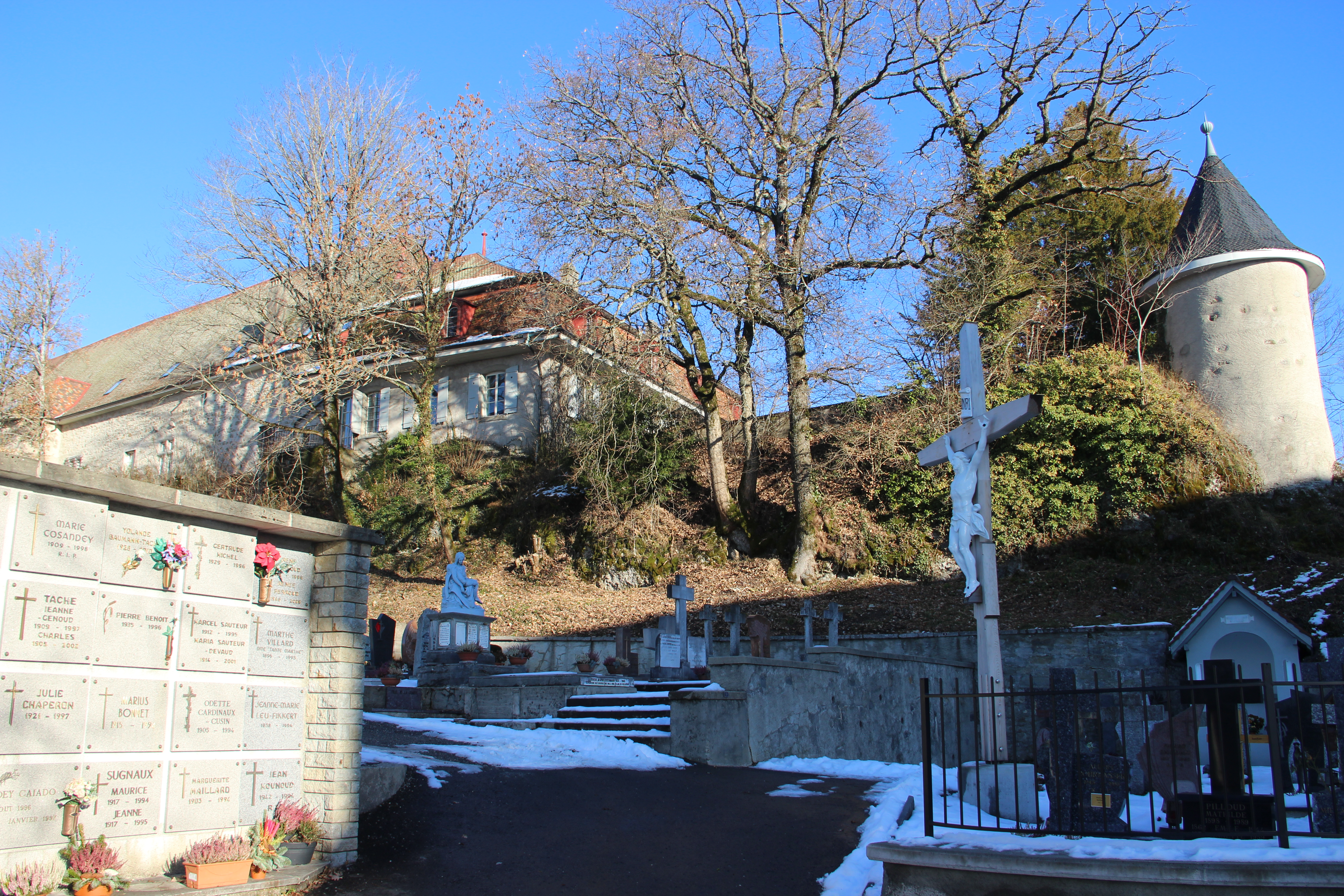
Il castello di Châtel-Saint-Denis

- Chiesa cattolica di San Dionigi, eretta nel 1872-1875[7];
- Castello di Châtel-Saint-Denis, eretto nel 1305[7].

## Società

### Abitanti
Gli abitanti del comune sono chiamati Châtelois.

### Evoluzione demografica
L'evoluzione demografica è riportata nella seguente tabella:
Abitanti censiti

## Geografia antropica
Le frazioni di Châtel-Saint-Denis sono:
- Fruence[12]
- La Frasse[5]
- Le Chaussin[senza fonte]
- Les Paccots
- Prautey[senza fonte]
- Prayoud
- En Villard[senza fonte]

## Economia

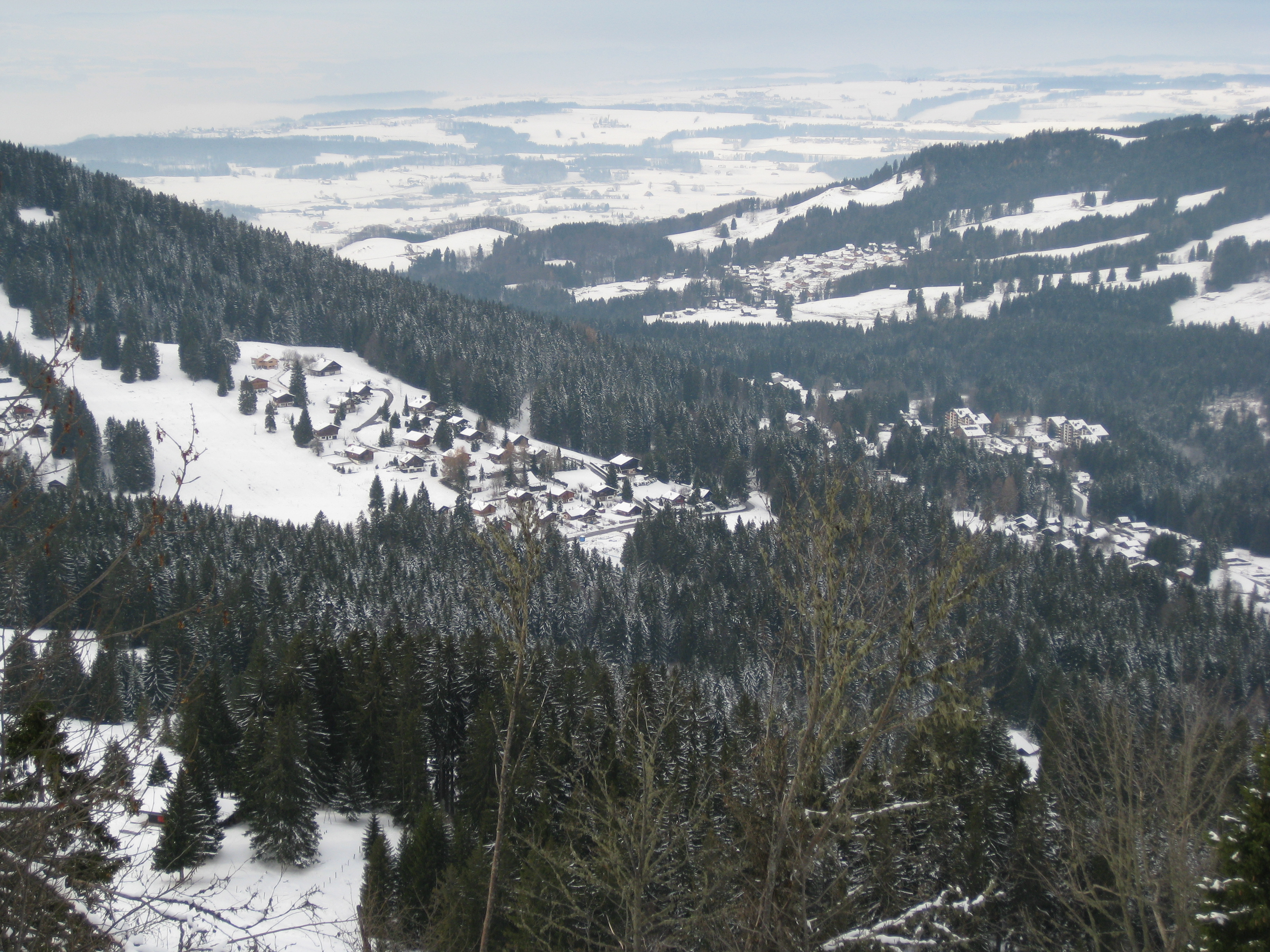
Les Paccots

Les Paccots è una stazione sciistica sviluppatasi a partire dal 1938, così come la piccola stazione sciistica di Rathvel, 9 km a est di Châtel-St-Denis.

## Infrastrutture e trasporti

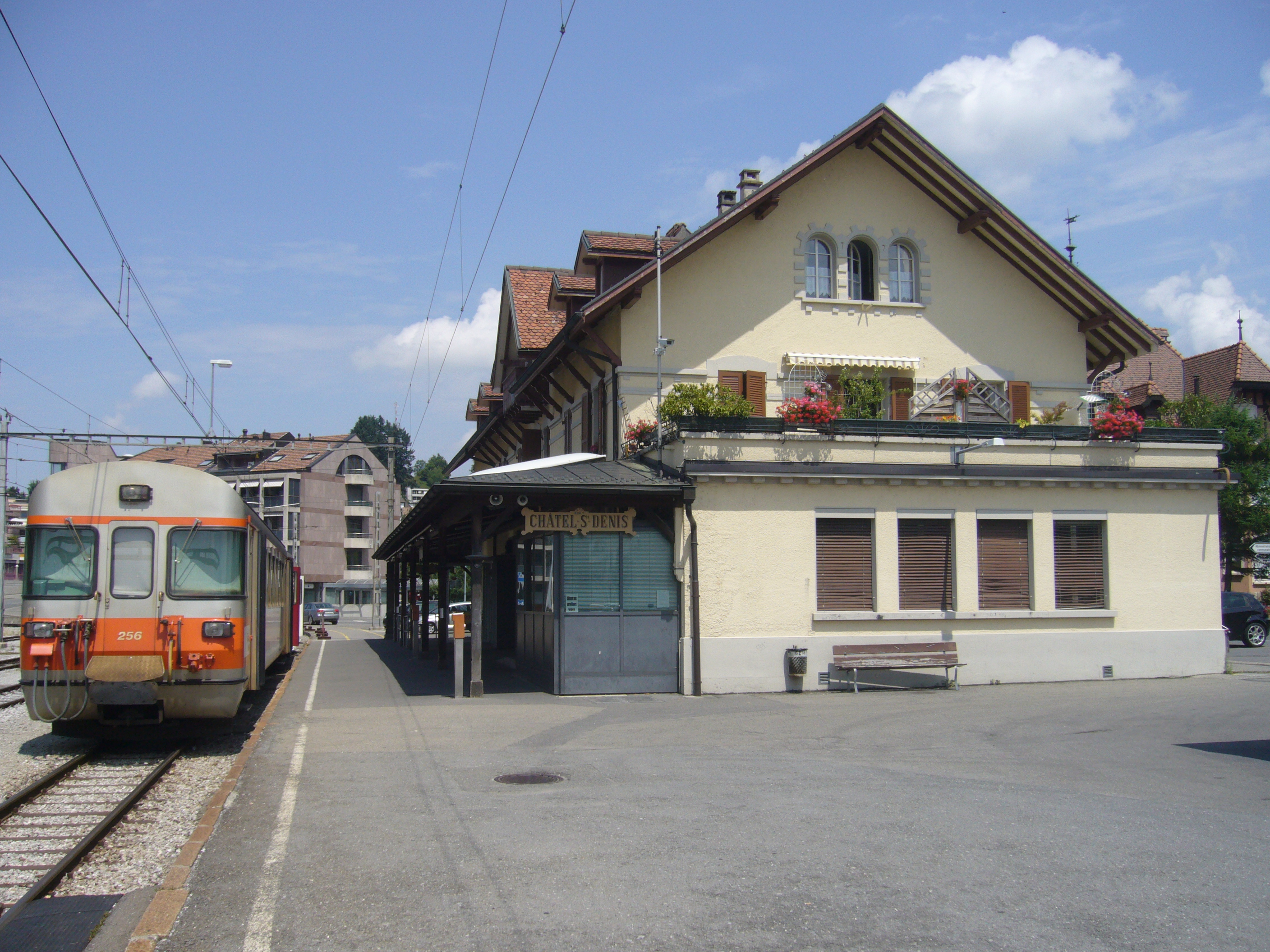
la stazione di Châtel-Saint-Denis

Châtel-Saint-Denis è servita dall'omonima stazione e da quella di Prayoud sulla ferrovia Palézieux-Bulle-Montbovon. Tra il 1904 e il 1969 la stazione di Châtel-Saint-Denis era capolinea anche di una diramazione della ferrovia Vevey-Blonay-Les Pléiades tra Châtel-Saint-Denis e Saint-Légier.

## Amministrazione
Ogni famiglia originaria del luogo fa parte del comune patriziale che ha la responsabilità della manutenzione di ogni bene comune.